# Baiano (cantor)
Baiano, nome artístico de Manuel Pedro dos Santos (Santo Amaro da Purificação, 5 de dezembro de 1870 – Rio de Janeiro, 15 de julho de 1944), foi um cantor brasileiro reconhecido pelo seu pioneirismo dentre as gravações fonográficas na Casa Edison, uma das primeiras gravadoras existentes no Brasil e sediada na então capital federal, com o lundu de Xisto Bahia, Isto É Bom, primeiro disco para gramofone gravado no Brasil.
Dentre os gêneros mais abundantes em sua discografia estavam as modinhas e os lundus. Contudo, sua lembrança nos dias atuais vem do fato de ter gravado, em janeiro de 1917, o samba Pelo Telefone, de autoria de Donga e Mauro de Almeida, considerado a primeira gravação fonográfica de um samba.